# Виправдувальний вирок
Випра́вдувальний ви́рок — рішення суду першої інстанції про винність або невинність особи.
Виправдувальний вирок — основний акт правосуддя, що має властивості обов'язковості, винятковості, незмінності, істинності і завершує стадію судового розгляду.
Окрім того, вирок є один із засобів реакції держави в особі судової влади на діяльність посадових осіб, які здійснюють досудове розслідування, він спрямований на зведення до мінімуму помилок, допущених при досудовому розслідуванні.
Підстави виправдання є обставинами, що виключають провадження в кримінальній справі, вони перелічені у ст. 373 і п.п. 1, 2 ч. 1 ст. 284 КПК України. Це «класична» тріада реабілітуючих особу підстав:
- відсутність події кримінального правопорушення;
- відсутність у діянні складу кримінального правопорушення;
- не встановлення винуватості особи.

Правова сутність підстав виправдання зумовлена існуванням та дією принципів кримінального права і процесу, серед яких презумпція невинуватості та принцип «non bis in idem».
Виправдувальний вирок ухвалюється лише по одній із наведених у законі підстав. Результатом виправдання обвинуваченого є, окрім підтвердження невинуватості, його «правова» реабілітація. Під час виправдання особи можлива його посмертна реабілітація.
При ухваленні судом виправдувального вироку суд звільняє обвинуваченого з-під варти в залі судового засідання ст. 377 КПК. Тобто виправдувальний вирок в цій частині виконується негайно.